# Bayerisches Etatmodell (Bibliothek)
Das Bayerische Etatmodell ist ein Modell zur bedarfsorientierten Verteilung finanzieller Mittel an Hochschulbibliotheken. Es dient der Kommunikation von Finanzbedarfen an Unterhaltsträger und ist auch nachnutzbar für die interne Verteilung finanzieller Mittel. Das Bayerische Etatmodell findet Anwendung in bayerischen Hochschulbibliotheken, aber auch außerhalb Bayerns.

## Etatmodell 2010
Das Bayerische Etatmodell wurde erstmals 2001 von der Bayerischen Rektorenkonferenz verabschiedet. 2008/2010 wurde es aktualisiert, um der wachsenden Bedeutung elektronischer Medien gerecht zu werden.
Zur Ermittlung des insgesamt zur Verfügung stehenden Etats wird eine fiktive Referenzuniversität hergenommen, an welches jedes Fachgebiet einen Ausbaugrad von 100 % hat. Der Finanzbedarf eines Faches an dieser Referenzuniversität ist dabei das Produkt aus erforderlichen Medien und deren Durchschnittspreis im jeweiligen Fach. Zur Ermittlung der erforderlichen Medien werden Ist-Erwerbungsdaten an einschichtigen Universitätsbibliotheken und Erwerbungsdaten der ehemaligen Sondersammelgebiete herangezogen. Durchschnittspreise werden aus der vergangenen Erwerbungspraxis erhoben.
{\displaystyle BedarfFachReferenzuni=(MonografienImFach*DurchschnittspreisMonografieImFach)+(ZeitschriftenImFach*DurchschnittspreisZeitschriftImFach)}
Der gesamte Finanzbedarf der Referenzuniversität ist die Summe aller fachbezogenen Finanzbedarfe zuzüglich eines fachbezogenen Aufschlags für elektronische Medien (17 % des Printbedarfs für Datenbanken, 5 % für elektronische Zeitschriften, 2 % für E-Books), für Buchbindung und für die studentische Literaturversorgung. Datenbanken werden dabei immer nur einem Fach zugerechnet und müssen als „unbedingt notwendig“ eingestuft sein, um Eingang in den Referenzbedarf zu finden.
{\displaystyle EtatbedarfReferenzuni=\sum (BedarfFach)+EMedien+Buchbindekosten+StudLiteratur}
An einer konkreten Universität ermittelt sich der Etatbedarf eines Fachgebiets durch Multiplikation des Ausbaugrads des jeweiligen Fachgebiets an der Universität mit dem Finanzbedarf des Fachgebiets an der Referenzuniversität. Der Ausbaugrad eines Faches wird bestimmt durch die Anzahl seiner Professuren und Studienabschlüsse an der jeweiligen Universität. Kleinere Fachgebiete erreichen einen Ausbaugrad von 100 % bereits mit einer geringeren Anzahl an Professuren, als es bei größeren Fachgebieten der Fall ist.
{\displaystyle BedarfFachUni=Ausbaugrad*BedarfFachReferenzuni}

## Herausforderungen
Auch nach seiner Überarbeitung 2008/2010 müssen Etatmodelle wie das Bayerische Etatmodell fortlaufend verändert werden. Gerade im Bereich elektronischer Medien durchläuft der Publikationsmarkt große Veränderungsprozesse, die kontinuierlich auch bei der Etatbedarfsdarstellung und bei der internen Etatverteilung berücksichtigt werden müssen. So werden zunehmend interdisziplinäre Zeitschriftenpakete lizenziert, die sich nicht nur einem Fach zuordnen lassen. Außerdem verschiebt sich durch die Open-Access-Transformation und Projekte wie DEAL das Bezahlen elektronischer Medien vom Lesen hin zum Publizieren.